# Serrat de Bellero
El Serrat de Bellero és una serra situada del terme municipal de la Guingueta d'Àneu, a la comarca del Pallars Sobirà, dins del territori de l'antic terme d'Unarre.
Assoleix una elevació màxima de 1.850 metres, i s'estén a l'est-sud-est del poble de Llavorre, que es troba als peus del seu extrem de ponent. En el seu vessant meridional s'estén la Solana d'Escrita, i separa les valls del Barranc de Bellero (nord) i del Barranc d'Escrita (sud), afluent del primer.